# Stichodactylidae
Los esticodactílidos (Stichodactylidae) son una familia de anémonas de mar, de la clase Anthozoa.
Dos de sus géneros, Heteractis y Stichodactyla, incluyen algunas de las anémonas hospedantes más conocidas por su relación mutualista con las especies de peces payaso, del género Amphiprion.
Se  distribuyen en las aguas tropicales y subtropicales del Indo-Pacífico y del Atlántico. Principalmente asociadas a arrecifes.

## Géneros
El Registro Mundial de Especies Marinas acepta los siguientes géneros en la familia:
- Heteractis. Milne-Edwards, 1857
- Myriactis
- Stichodactyla